# Stortjärnen (Dorotea socken, Lappland, 717834-147599)
Stortjärnen är en sjö i Dorotea kommun i Lappland och ingår i Ångermanälvens huvudavrinningsområde. Sjön har en area på 0,145 kvadratkilometer och ligger 576,3 meter över havet. Stortjärnen ligger i Kalvtjärnarna Natura 2000-område.

## Delavrinningsområde
Stortjärnen ingår i det delavrinningsområde (717881-147673) som SMHI kallar för Utloppet av Stortjärnen. Medelhöjden är 618 meter över havet och ytan är 2,03 kvadratkilometer. Det finns inga avrinningsområden uppströms utan avrinningsområdet är högsta punkten. Vattendraget som avvattnar avrinningsområdet har biflödesordning 4, vilket innebär att vattnet flödar genom totalt 4 vattendrag innan det når havet efter 278 kilometer. Avrinningsområdet består mestadels av skog (93 procent). Avrinningsområdet har 0,14 kvadratkilometer vattenytor vilket ger det en sjöprocent på 6,8 procent.